# Histoire du tracé de la frontière entre la république démocratique du Congo et l'Angola
L'Histoire du tracé de la frontière entre la république démocratique du Congo et l'Angola est celle du tracé, datant de la fin du XIXe siècle, sur lesquels les puissances coloniales de l'État Indépendant du Congo et du Portugal se sont mis d'accord pour l'essentiel le 25 mai 1891, en vue de délimiter les limites de leurs colonies respectives.

## Histoire
Les frontières prédéfinies par la conférence de Berlin en 1885 entre les puissances coloniales restaient des limites dépendant de l'occupation réelle par les pays occidentaux, basées sur un droit du premier occupant dans le sens colonial et occidental du terme. Dans les années qui suivirent, le partage de l'Afrique se précisa, des bornes réelles ou théoriques (coordonnées) sont posées. Elles ont peu ou pas changé depuis lors. Alphonse-Jules Wauters, directeur du Mouvement géographique publie, en 1888, une carte établie par Émile Banning, représentant, à l'estime de ses commanditaires, la réalité politique en matière d'occupation par les puissances occidentales. Sur le terrain, des hommes sont envoyés, à l'époque, avec pour mission la poursuite de la création du plus grand nombre possible de postes , la remontée des rivières, la négociation d'accords avec les souverains congolais en vue de créer une unité au sein de l'État indépendant du Congo. Depuis 1877, les premières expéditions ont rapporté leurs fruits mais la tâche qui subsiste est immense vu les buts poursuivis par le roi Léopold II.    

### Les ambitions du Portugal

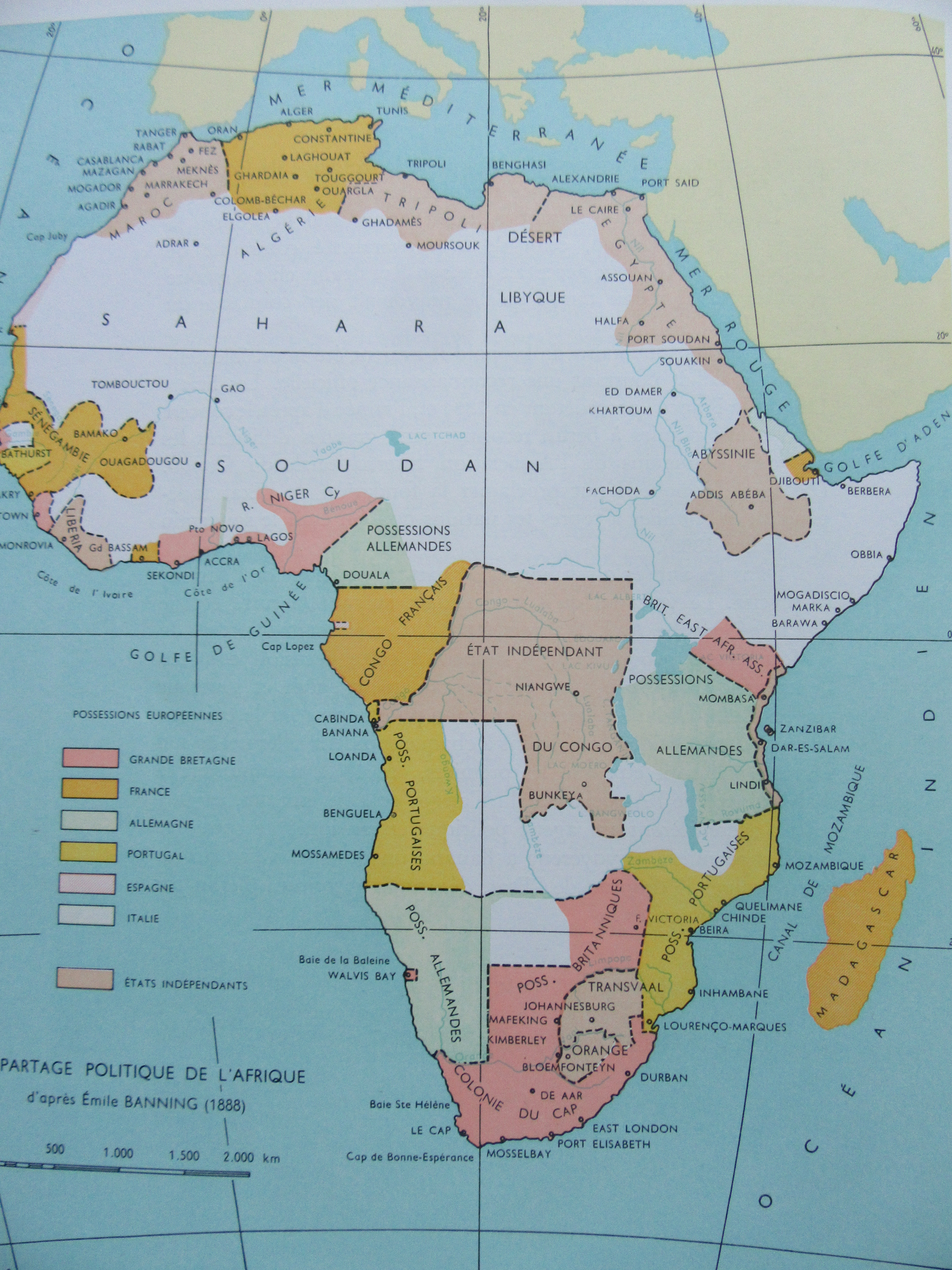
Carte de l'Afrique politique en 1888 par Émile Banning pour le BCK (Chemin de fer Bas-Congo-Katanga)

Les souverains portugais ont confié la mission de reconnaissance du contournement de l’Afrique à Diogo Cão au XVe siècle. En 1483, ce dernier a posé le premier padrão dans l'embouchure du fleuve Congo, affirmant ainsi, selon les conceptions européennes des colonies, les droits du Portugal sur les terres reconnues. Les Portugais se présentent donc à la Conférence de Berlin en 1885 avec des droits de premiers occupants bien établis suivant la conception qui prévaut de ce droit entre ces puissances.|
Le Portugal rêvait de joindre le Mozambique à l'Angola et de construire une ligne de chemin de fer entre l'est et l'ouest de l'Afrique. Il revendique la souveraineté des bouches du Congo menaçant d'asphyxier le futur État de Léopold II. 
L'Angleterre, elle, réussit à couper en deux cet empire portugais en gestation pour assouvir son souhait de joindre Le Cap au Caire . Souhait qui devra attendre le départ des Allemands du Tanganyka après la Première Guerre mondiale. 
À la conférence de Berlin de 1885, les États-Unis soutiennent Léopold II dans ses prétentions. Le directeur du Mouvement géographique Alphonse-Jules Wauters, écrit à ce sujet :
«  L'œuvre du Roi a pu compter sur le puissant et loyal concours des Américains à chaque moment solennel de son histoire. Ce sont eux aussi qui, les premiers, dès 1883, reconnurent la souveraineté de l' Association du Congo ; ce sont eux qui les premiers, accréditèrent un agent politique en Afrique; ce sont eux qui les premiers envoyèrent à Banana un de leurs vaisseaux de guerre saluer le drapeau de l'État reconnu à Berlin par toutes les puissances  ».       

### Liberté de navigation sur le fleuve Congo
Depuis 1882, le Portugal revendiquait plus concrètement ses droits historiques sur l'embouchure du fleuve Congo. La Grande-Bretagne et la France y étaient hostiles. Mais le 26 février 1884, grâce à d'autres concessions faites à la Grande-Bretagne, le Portugal obtient la signature d'une convention consacrant sa possession des deux rives du Congo depuis le village de Noqui (à 5 km au sud de Matadi, en territoire angolais) jusqu'à l'Océan Atlantique ainsi que la liberté de navigation et de commerce au profit exclusif de la Grande-Bretagne et du Portugal. Les autres puissances dont l'Allemagne et la France s'opposent nettement à ce traité. Léopold II, pour faire face au danger que représentait cette convention pour ses projets, fait pression sur la Grande-Bretagne et propose l'envoi d'une Commission mixte qui ira étudier ce problème de la liberté de navigation. Mais également le problème de la valeur des traités signés par l'Association internationale du Congo et les chefs indigènes congolais dont les territoires s'étendaient entre Noqui et la côte atlantique. Ce sont les travaux de cette commission qui permirent de conclure à la nullité absolue des revendications portugaises en 1884. La conférence de Berlin de 1885 viendra conforter Léopold II dans ses opinions. Pour arriver à ses fins le roi fait appel aux services d'un général anglais du nom de Frederic Goldsmith (1818-1908) qui avait pris part aux campagnes anglaises en Inde et en Égypte.
La conférence de Berlin de 1885 prévoit la liberté de navigation sur le fleuve Congo pour toutes les puissances. Le territoire du Congo est délimité par le fleuve d'avec le pays voisin l'Angola. Puis à partir de la ville de Moanda par l'Océan Atlantique sur une trentaine de kilomètres. L'exclave de Cabinda située au nord, plus loin du fleuve, pose des problèmes particuliers sur le plan politique international du fait de son statut d'ancien protectorat portugais. Mais les frontières terrestres sont bien définies par rapport à ses voisins. Par contre, la découverte et l'exploitation des réserves d'hydrocarbures dans l'océan Atlantique a fait ressurgir la nécessité d'une délimitation précise des frontières fluviales et maritimes entre les deux pays et l'enclave de Cabinda. 

### Occupation effective du terrain
Plus au sud, le statut futur du royaume de Mwata Yamvo se modifie en cours des relevés topographiques et des constatations d'occupation réelles de territoire par les prétendants. Il rentre finalement davantage dans les limites de l'État indépendant du Congo lors du tracé définitif en 1885 à la Conférence de Berlin. Au départ les limites n'étaient pas fixées autant à l'avantage de l'État Indépendant du Congo et se trouvaient plus au nord. Depuis Matadi jusqu'à la rivière Kasaï, la frontière était à l'origine une ligne droite (latitude) alors que plus tard la ligne qui rejoint le Kwango au Kasaï d'abord n'est plus une seule droite mais trois qui, de plus, sont beaucoup plus au sud. Concrètement, le territoire de Léopold II s'accroit du sud de l'actuelle province du Kwango et du sud de celle actuelle aussi du Kasaï.
La lecture des cartes qui précèdent le partage entre les Portugais et Léopold II permet de constater que la zone existant entre les rivières Kwango et Kasaï, le long du tracé des berges du Kwilu a été déplacée vers le sud à la suite des explorations et des fixations de postes prouvant une occupation du territoire par les envoyés du roi Léopold II. En 1885, le roi avait aussi envoyé sur place le lieutenant François Jungers opérer des relevés avec des brigades topographiques dans lesquelles tous les officiers belges devaient passer un stage à leur arrivée en Afrique. 

#### Exploration du Moyen-Congo
Les explorations organisées depuis Bruxelles par Léopold II lui ont permis de négocier habilement la captation de la plus grande superficie possible pour son projet. Le roi avait une très bonne connaissance du terrain, de l'hydrographie grâce à ses cartographes.
Dès septembre 1886, Hans-Hugold von Schwerin, explorateur suédois, visite le bassin de l'Inkisi. C'est la région sur laquelle va s'implanter le chemin de fer Matadi-Léopoldville entre le Pool Malebo (Stanley Pool) et la frontière angolaise. De juillet 1889 à juin 1890, Joseph Vande Velde, Liénart et Lehman poursuivent la reconnaissance du bassin de l'Inkisi puis du Kwango.  
De juillet 1889 à juin 1890, le capitaine Lievin Van De Velde, les lieutenants Lienard et Lehman achèvent cette reconnaissance remontent la rivière Kwango jusqu'à Popokabaka puis poursuivent vers l'est et la rivière Kwilu.  
Début 1890, c'est Dhanis qui part en expédition du Kwango sur le royaume des anciens rois du Congo. Il remonte jusque Kapenda et il y installe des stations pour l'EIC.
Dans le Kasaï, après la fondation de Luluabourg (Kananga) en 1884, par Hermann von Wissmann, le roi Léopold II envoie les capitaines François Jungers et Adolphe de Macar avec le lieutenant Paul Le Marinel pour lever des plans des stations créées et remonter la rivière Kasaï et Lulua.

### Accord du 25 mai 1891 entre le Portugal et l'État Indépendant du Congo

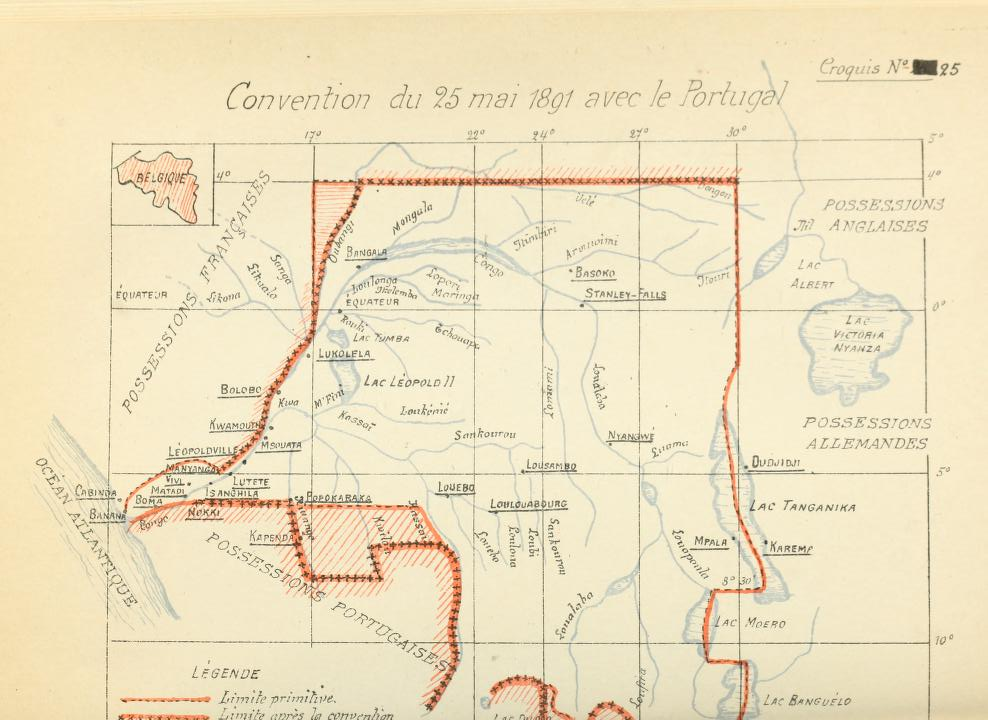
Frontière tracée en 1891 entre l'Angola et le Congo (E.I.C.)

Le 25 mai 1891, un accord est signé entre le Portugal et l'État Indépendant du Congo. Les années suivantes il est mis en application sur le terrain et précisé.
À cette fin, les deux puissances enverront une commission de délimitation de la frontière. Pour l'État Indépendant du Congo ce sont le missionnaire George Grenfell et le capitaine Florent Gorin comme adjoint qui le représente. Les délégués des deux états se rencontrent à Popokabaka ou Dragutin Lerman commandait le district. L'expédition dura jusqu'en 1893 et se termina à l'avantage de l'état qui avait fait acte d'occupation des territoires .

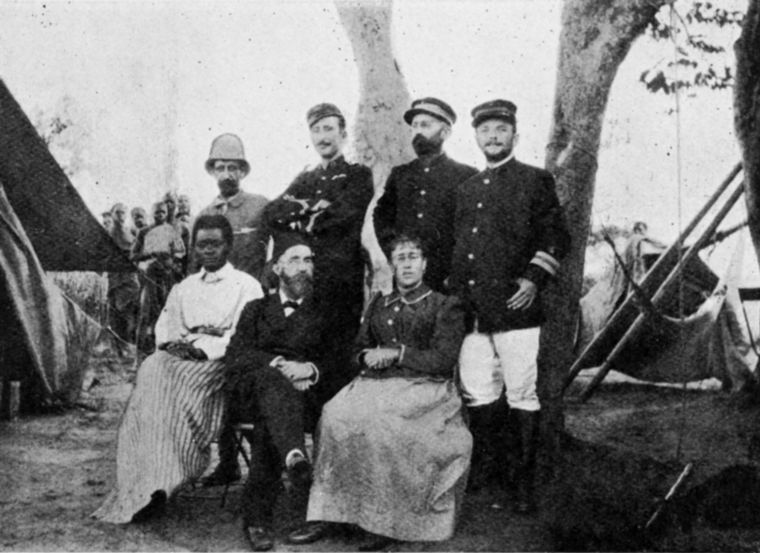
Délimitation des territoires du Royaume Lunda avec George Grenfell (1893 ?)

De manière succincte le tracé de la frontière entre les deux pays peut être décrite comme suit :     
- Après la limite de l'Océan Atlantique puis du fleuve Congo, la ligne frontière part de Matadi en suivant une latitude de 5.50' vers la rivière Kwango qu'elle rejoint à 20 km au sud de Popakabaka. La distance entre l'océan et la rivière Kwango est d'environ 550 kilomètres.
- Sur la rivière Kwango la frontière descend vers le sud sur 300 kilomètres environ .
- De la rivière Kwango la frontière part vers l'est sur une distance de près de 550 km pour rejoindre la frontière naturelle que forme la rivière Kasaï. Plusieurs latitudes variant entre 7° et 8° sud séparent la frontière formée par le Kwango de celle formée par la rivière Kasaï.
- Sur la rivière Kasaï, la frontière descend vers le sud sur une distance de 500 km, jusqu'à 50 km au sud de Dilolo, puis repart vers l'est jusqu'à la frontière avec la Zambie sur une distance de 250 km environ.

Si on ajoute 225 km de frontière avec le Cabinda on arrive à un total de 2 511 km, soit la plus longue frontière entre deux pays africains suivant la liste de frontières terrestres internationales par longueur.